# Bundesverband der Tabakwirtschaft und neuartiger Erzeugnisse
Der Bundesverband der Tabakwirtschaft und neuartiger Erzeugnisse (BVTE) ist der Spitzenverband der deutschen Tabakwirtschaft in der Rechtsform eines eingetragenen Vereins mit Sitz in Berlin: Er vertritt die Interessen der deutschen Tabakindustrie und des entsprechenden Handels mit klassischen Tabakerzeugnisse wie Zigaretten, Zigarren, Rauchtabak, Schnupftabak oder Kautabak sowie neuartiger Erzeugnisse wie Tabakerhitzer und E-Zigaretten.

## Geschichte
Der BVTE wurde am 2. September 2019 in Berlin als neuer Branchen-Dachverband der deutschen Tabakwirtschaft gegründet. Zur Gründung hatte der Verband 13 ordentliche Mitglieder, darunter z. B. der Deutsche Zigarettenverband (DZV) sowie die Unternehmen British American Tobacco (BAT) Deutschland, Reemtsma Cigarettenfabriken, Heintz van Landewyck, Riccardo Retail GmbH und Niko Liquids. Zu den Initiatoren des Verbands zählten Hans-Josef Fischer, Geschäftsführer des DZV und der Fa. Landewyck sowie der Reemtsma-Chef und DZV-Vorstandsvorsitzende Michael Kaib.